# 시허구

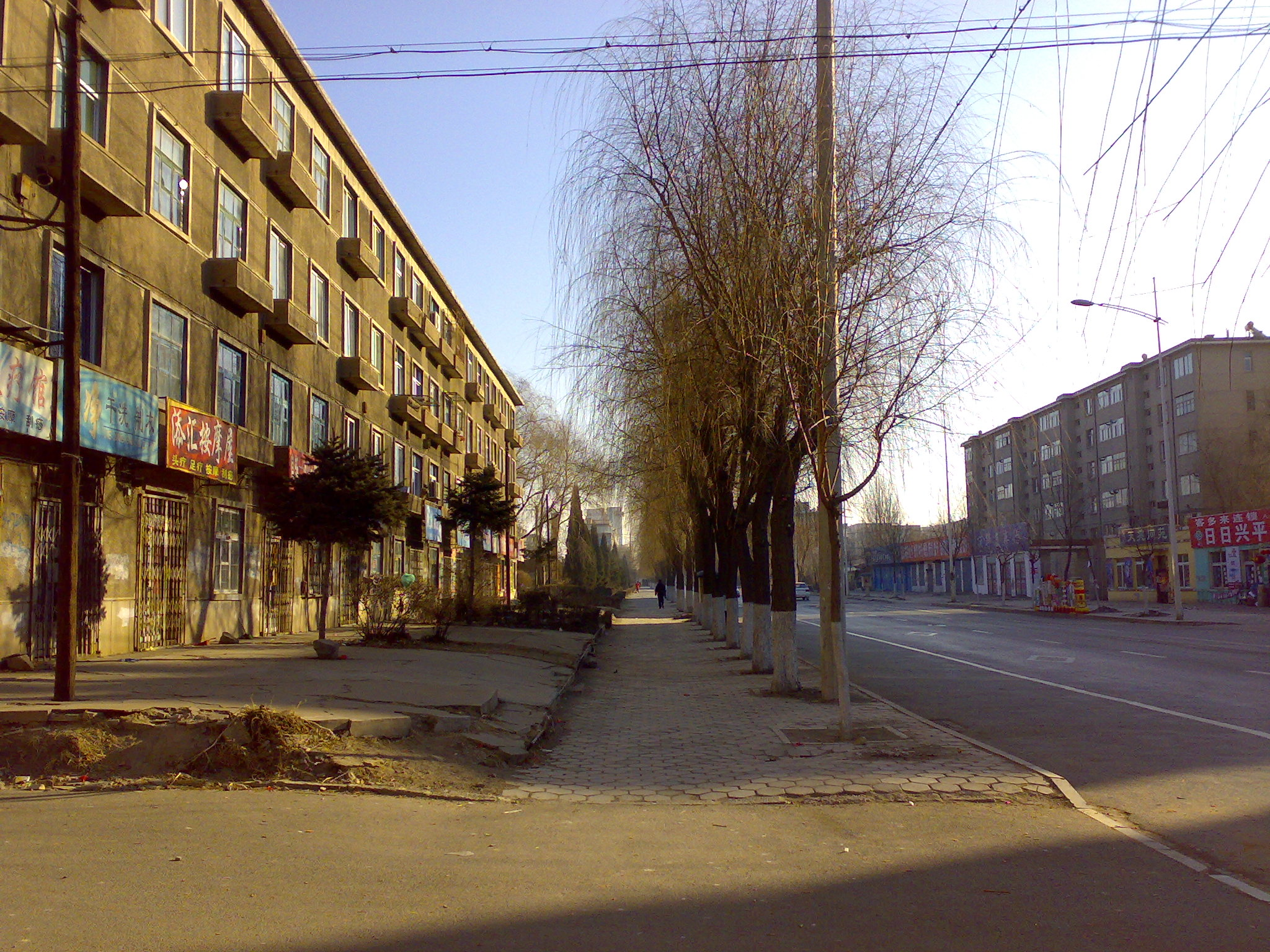

시허구(한국어: 세하구, 중국어: 细河区, 병음: Xìhé Qū)는 중화인민공화국 랴오닝성 푸신 시의 행정구역이다. 넓이는 126km2이고, 인구는 2007년 기준으로 170,000명이다.

## 행정 구역
6개 가도, 1개 진을 관할한다.
- 가도: 西苑街道, 北苑街道, 东苑街道, 学苑街道, 华东街道, 中苑街道.
- 진: 四合镇.